# John Lockwood Kipling

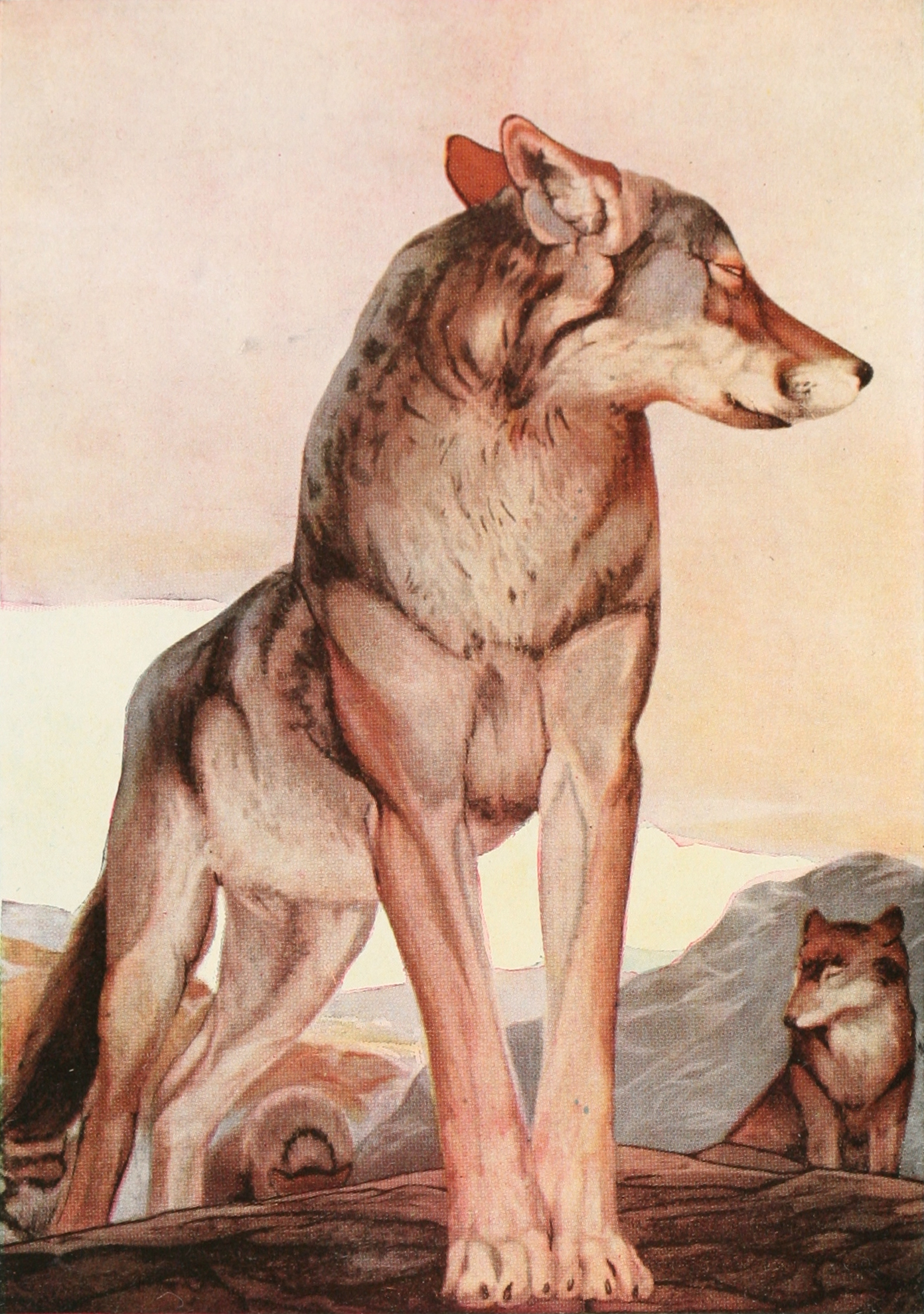
Akela, a magányos farkas, illusztráció az 1895-ben megjelent kiadásból, John Lockwood Kipling grafikája

John Lockwood Kipling (Pickering, 1837 – London, 1911. január 19.) metodista lelkész, képzőművészeti iskolai tanár, illusztrátor, szobrász és festő, Rudyard Kipling apja. Fiának több könyvét illusztrálta.

## Élete
1865-től a School of Art képzőművészeti iskola szobrászattanára Bombayben, később a lahori Government Museum igazgatója volt. Kiváló érdemeket szerzett India művészeti emlékeinek gyűjtésével és megőrzésével. 
1891-ben Beast and Men címmel sok illusztrációval díszített könyvet írt Indiáról, melyben a hindu nép hitvilágát lehetett megismerni. Ez a műve nagymértékben inspirálhatta A dzsungel könyve állatszereplőinek megformálásakor fiát, Rudyard Kiplinget. Felesége, Alice Macdonald (1837–1910) Baldwin angol miniszterelnök nagynénje volt. Gyermekei: Rudyard Kipling (1865–1936) és Alice Kipling (1868–1948).

## Külső hivatkozások
- Kipling Archive, University of Sussex
- The Kipling Society Archiválva 2010. január 11-i dátummal a Wayback Machine-ben, kipling.org.uk